# Jayne Brook
Jayne Anderson Brook (Northbrook, 16 settembre 1960) è un'attrice statunitense.
È nota per aver interpretato il ruolo della dottoressa Diane Grad nella serie televisiva Chicago Hope (1995-1999) e dell'ammiraglio Katrina Cornwell nella serie televisiva Star Trek: Discovery (2017-2019).

## Biografia
Diplomata alla Glenbrook North High School nel giugno 1978, si è laureata all'Università Duke nel 1982.
Esordisce cinematograficamente interpretando un'insegnante della JFK High School, nel film supereroistico con protagonista il personaggio dei fumetti DC Comics, Superman, diretto da Sidney J. Furie, Superman IV, che vede protagonista nei panni dell'uomo d'acciaio Christopher Reeve e in quelli di Lois Lane Margot Kidder.
Tra il 1995 e il 1999 ricopre un ruolo da protagonista nella serie televisiva Chicago Hope, prendendo parte a 103 episodi nella parte della dottoressa Diane Grad, una ricercatrice impegnata nella lotta contro l'AIDS, inizialmente distaccata ma che poi, a mano a mano, diviene maggiormente confidente ed epmpatica con i pazienti.
Nel 2004 è protagonista del film per la televisione diretto da John Woo, remake della celebre serie di fantascienza degli anni sessanta Lost in Space, The Robinsons: Lost in Space. Vi interpreta Maureen Robinson, la capofamiglia e moglie del colonnello John Robinson (Brad Johnson), che salva la propria famiglia da un attacco degli alieni portandoli a perdersi attraverso un wormhole, nello spazio.
Dal 2017 al 2019 ha interpretato il personaggio ricorrente dell'ammiraglio Katrina Cornwell nelle prime due stagioni di Star Trek: Discovery, sesta serie televisiva live action del franchise di fantascienza Star Trek.

## Vita privata
È sposata con John Terlesky dall'11 maggio 1996, con cui ha avuto un figlio.

## Filmografia

### Attrice

#### Cinema
- Superman IV (Superman IV: The Quest for Peace), regia di Sidney J. Furie (1987)
- Un poliziotto alle elementari (Kindergarten Cop), regia di Ivan Reitman (1990)
- ...non dite a mamma che la babysitter è morta! (Don't Tell Mom the Babysitter's Dead), regia di Stephen Herek (1991)
- Amnesia investigativa (Clean Slate), regia di Mick Jackson (1994)
- Mariti imperfetti (Bye Bye Love), regia di Sam Weisman (1995)
- Ed - Un campione per amico (Ed), regia di Bill Couturié (1996)
- Difesa ad oltranza - Last Dance (Last Dance), regia di Bruce Beresford (1996)
- Gattaca - La porta dell'universo (Gattaca), regia di Andrew Niccol (1997)
- Inganni del cuore (Into My Heart), regia di Sean K Smith e Anthony Stark (1998)
- Rischio mortale (Chain of Command), regia di John Terlesky (2000)
- The Sweet Life, regia di Rob Spera (2016)

#### Televisione
- Gioco senza fine (The Endless Game), regia di Bryan Forbes - miniserie TV, puntata 1 (1989)
- E giustizia per tutti (Equal Justice) - serie TV, episodio 1x07 (1990)
- Linea diretta (WIOU) – serie TV, 18 episodi (1990-1991)
- Nel segno del padre (Doing Time on Maple Drive), regia di Ken Olin - film TV (1992)
- Old Boy Network - serie TV, 4 episodi (1992)
- Sirens - serie TV, 13 episodi (1993)
- L.A. Law - Avvocati a Los Angeles (L.A. Law) - serie TV, episodi 8x01-8x03 (1993)
- In the Best of Families: Marriage, Pride & Madness, regia di Jeff Bleckner - film TV (1994)
- The Four Diamonds, regia di Peter Werner - film TV (1995)
- A Brother's Promise: The Dan Jansen Story, regia di Bill Corcoran - film TV (1996)
- Ultime dal cielo (Early Edition) - serie TV, episodio 2x15 (1998)
- Mind Games, regia di Jan Egleson - film TV (1998)
- Chicago Hope - serie TV, 103 episodi (1995-1999)
- Sport Night - serie TV, 4 episodi (1999-2000)
- Chicken Soup for the Soul - serie TV, episodio 1x19 (2000)
- My Mother, the Spy, regia di Elodie Keene - film TV (2000)
- The District - serie TV, 14 episodi (2000-2001)
- Imagine That - serie TV, 6 episodi (2002)
- John Doe - serie TV, 21 episodi (2002-2003)
- Senza traccia (Without a Trace) - serie TV, episodio 2x01 (2003)
- CSI: Miami - serie TV, episodio 3x05 (2004)
- Jack & Bobby - serie TV, episodio 1x10 (2004)
- Il cuore di David (Searching for David's Heart), regia di Paul Hoen - film TV (2004)
- The Robinsons: Lost in Space, regia di John Woo - film TV (2004)
- Everwood - serie TV, episodi 4x07-4x08 (2005)
- Grey's Anatomy - serie TV, episodio 2x23 (2006)
- Boston Legal - serie TV, 4 episodi (2006)
- NCIS - Unità anticrimine (NCIS: Naval Criminal Investigative Service) - serie TV, episodio 4x07 (2007)
- Eli Stone - serie TV, episodio 1x13 (2008)
- Private Practice - serie TV, 5 episodi (2008)
- Brothers & Sisters - Segreti di famiglia (Brothers & Sisters) - serie TV, episodi 2x16-3x05-5x18 (2008-2011)
- Castle - serie TV, episodio 1x02 (2009)
- The Cleaner - serie TV, episodio 2x01 (2009)
- Off the Map - serie TV, episodi 1x06-1x07 (2011)
- Revenge - serie TV, episodio 3x13 (2014)
- Rizzoli & Isles - serie TV, episodio 4x16 (2014)
- Major Crimes - serie TV, 4 episodi (2017)
- Star Trek: Discovery - serie TV, 12 episodi (2017-2019)

### Regista
- Flip Side - cortometraggio (2024)

### Produttrice
- Flip Side, regia di Jayne Brook - cortometraggio (2024)

### Sceneggiatrice
- Flip Side, regia di Jayne Brook - cortometraggio (2024)

## Trasmissioni televisive
- 11th Annual Prism Awards - speciale TV (2007)
- After Trek - talk-show (2017)

## Doppiatrici italiane
Nelle versioni in italiano delle opere in cui ha recitato, Jayne Brook è stata doppiata da:
- Isabella Pasanisi in Un poliziotto alle elementari, The District
- Rosalba Caramoni in Chicago Hope
- Franca D'Amato in John Doe
- Roberta Greganti in CSI: Miami
- Roberta Pellini in CSI: NY
- Georgia Lepore in Grey's Anatomy
- Claudia Catani in Private Practice
- Sabrina Duranti in Castle
- Claudia Razzi in Star Trek: Discovery